# 大別 (厚岸町)
大別（おおべつ）は、北海道厚岸郡厚岸町にある地名。郵便番号は088-1136。

## 地理
旧太田村の北部に位置する。

## 歴史

### 地名の由来
「水の深い川」を意味するアイヌ語に由来する。

### 沿革
- 1966年（昭和41年） - 大別地区道営パイロット事業起工[3]。
- 2005年（平成17年）7月11日 - 厚岸町字名改正事業に伴い、大字太田村字大別、オーベツ、セタニウシをもって大別が成立する[4][5]。

## 小・中学校の学区
町立小・中学校に通う場合、学区は以下の通りとなる。
|      | 小学校             | 中学校             |
| ---- | ------------------ | ------------------ |
| 全域 | 厚岸町立太田小学校 | 厚岸町立太田中学校 |

## 交通
- 北海道道14号厚岸標茶線
- 北海道道813号上風連大別線